# Kyōji Saitō

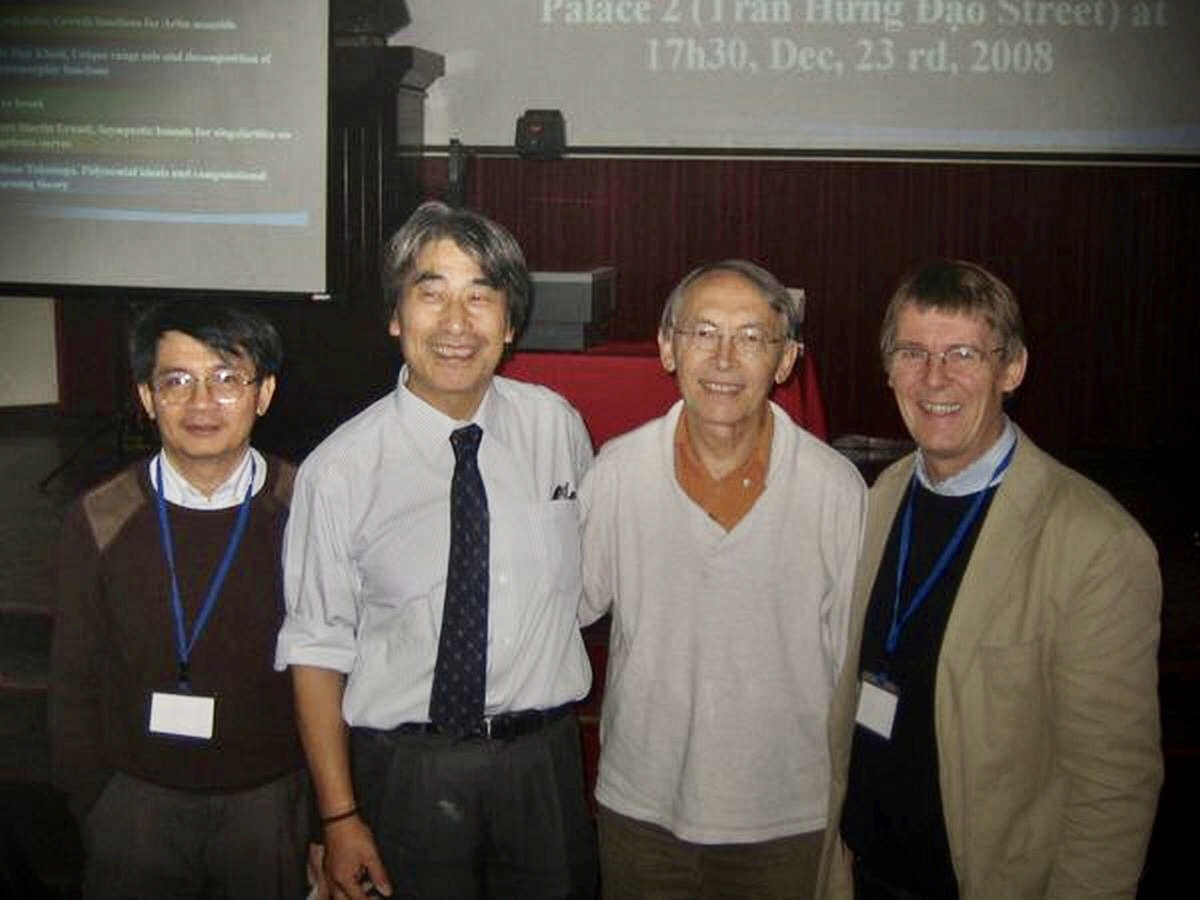
Von links: Ngo Viet Trung, Kyoji Saito, Frederic Pham, Gert-Martin Greuel, Oberwolfach 2009

Kyōji Saitō (jap. 齋藤 恭司, Saitō Kyōji; * 25. Dezember 1944) ist ein japanischer Mathematiker, der sich mit komplexer Algebraischer Geometrie (komplexer analytischer Geometrie) befasst.

## Leben
Saito wurde 1971 an der Universität Göttingen bei Egbert Brieskorn promoviert (Quasihomogene isolierte Singularitäten von Hyperflächen). Er ist Professor am Research Institute for Mathematical Sciences (RIMS) der Universität Kyōto.
Saitō befasste sich mit dem Zusammenspiel von Theorie der Lie-Algebren, Spiegelungsgruppen (Coxeter-Gruppen) und Zopf-Gruppen und Singularitäten von Hyperflächen.
Ab den 1980er Jahren befasste er sich mit tiefliegenden Symmetrien bei Periodenintegrale. Bei der Exponentialfunktion und elliptischen Funktionen sind sie mit Liealgebren verknüpft. Saitō führte höherdimensionale Verallgemeinerungen elliptischer Integrale (Integrale primitiver Formen, zuerst betrachtet in der Untersuchung der Entfaltung von isolierter Singularitäten komplexer Hyperflächen) ein, die mit unendlich dimensionalen Liealgebren zusammenhängen und untersuchte die zugehörigen neuartigen automorphen Formen. Die Theorie hat geometrische Verbindung zu Flachen Strukturen, Spiegelsymmetrie (Mirror Symmetry), Frobenius-Mannigfaltigkeiten und Gromov-Witten-Theorie in der algebraischen Geometrie und verschiedenen Themen der mathematischen Physik im Umfeld der Stringtheorie.
Er war Invited Speaker auf dem Internationalen Mathematikerkongress 1990 in Kyoto (The limit element in the configuration algebra for a discrete group: a prècis). 2011 erhielt er den Geometrie-Preis der Japanischen Mathematischen Gesellschaft.

## Schriften
- mit Brieskorn Artin Gruppen und Coxeter Gruppen, Inventiones Mathematicae 17, 1972, 245–271, Online
- Primitive forms for a universal unfolding of a function with an isolated critical point, J. Fac. Sci. Univ. Tokyo IA 28, 1982
- Period mapping associated to a primitive form, Pub. RIMS, 19, 1983, 1231–1264
- Herausgeber mit I. Satake, A. Matsuro, A. Kashiwara Topological Field Theory, Primitive Forms and Related Topics, Birkhäuser Verlag, Progress in Mathematics, 1998
- mit Atsuki Takahashi From primitive forms to Frobenius manifolds, in From Hodge theory to integrability and TQFT: tt*-geometry, Proc. Symposia in pure mathematics 78, American Mathematical Society 2008, S. 31–48
- Primitive automorphic forms, in Björn Engquist, Wilfried Schmid (Herausgeber) Mathematics Unlimited - 2000 and beyond, Springer Verlag 2001, S. 1003–1018
- Around the theory of the general weight system: relations with singularity theory, the generalized Weyl group and its invariant theory, etc., in Katsumi Nomizu Selected papers on harmonic analysis, groups and invariants, AMS Translations, Series 2, Band 183, 1991
- Herausgeber mit B. Teissier, D.T. Lê Singularity Theory, World Scientific 1995